# 唐尔锟
唐尔锟（19世纪？—20世纪？）贵州遵义人，清末民初地方官员。

## 生平
唐尔锟原是云贵总督李经羲的主要幕僚之一。光绪三十一年十二月，谕内阁，李经羲奏《甄别属员据实举劾》一摺，全州知州唐尔锟等人“均著传旨嘉奖”。光绪三十二年七月，谕内阁，林绍年奏《查明文武各员分别举劾》一摺，广西署鬰林州知州唐尔锟等人“均著传旨嘉奖”。
1911年，昆明重九起义后，在新成立的云南军政府任职的贵州人刘显治（参议院议员）、熊范舆（都督府秘书长）、唐尔锟（参谋部第七部部长）、周沆（军政部外交局局长）等人，因惧怕自治学社发动起义并组成军政府，从而使宪政派在贵州掌握大权，乃请云南派兵赴贵州。云南的唐继尧随后便率军入贵州，掌握大权。
1912年，唐继尧派梅治逸赴遵义任盐务督办。梅治逸被杀后，唐继尧当即采取了两项措施，一是派遵义人、盐务局长唐尔锟前往查办，二是撤回了已过乌江派赴正安的军队。
1916年2月8日，袁世凯下令查办刘显世，免去其贵州护军使职职务，任命唐尔锟加護軍使銜，暫署督理貴州軍務。

## 家庭
- 兄：唐尔镛[1]